# Abschnittsbefestigung Obermettenbach
Die Abschnittsbefestigung Obermettenbach ist eine abgegangene frühmittelalterliche Höhenburg bei Obermettenbach, einem Gemeindeteil der Stadt Geisenfeld im Landkreis Pfaffenhofen an der Ilm von Bayern. Die Anlage wird als Bodendenkmal unter der Aktennummer D-1-7336-0006 als „Abschnittsbefestigung des frühen Mittelalters“ geführt.

## Lage
Die Abschnittsbefestigung liegt in Höhenlage auf 448 m ü. NHN ca. 400 m nordnordwestlich der Filialkirche Mariä Himmelfahrt in Obermettenbach und 150 m oberhalb des Mettenbachs. Im Urkataster von Bayern ist eine grob viereckige Anlage mit 60 m in Nordwest-Südost-Richtung und 75 m in Südwest-Nordost-Richtung zu sehen, der annähernd rechteckige Innenraum hat die Ausmaße von 25 × 15 m, nach Nordosten ist im Lidarbild eine mäßig ausgeprägte Wallgrabenkombination zu sehen. Die Anlage ist schwer zu erkennen, da sie in einem Waldgebiet liegt.